# Міжнародний день джазу

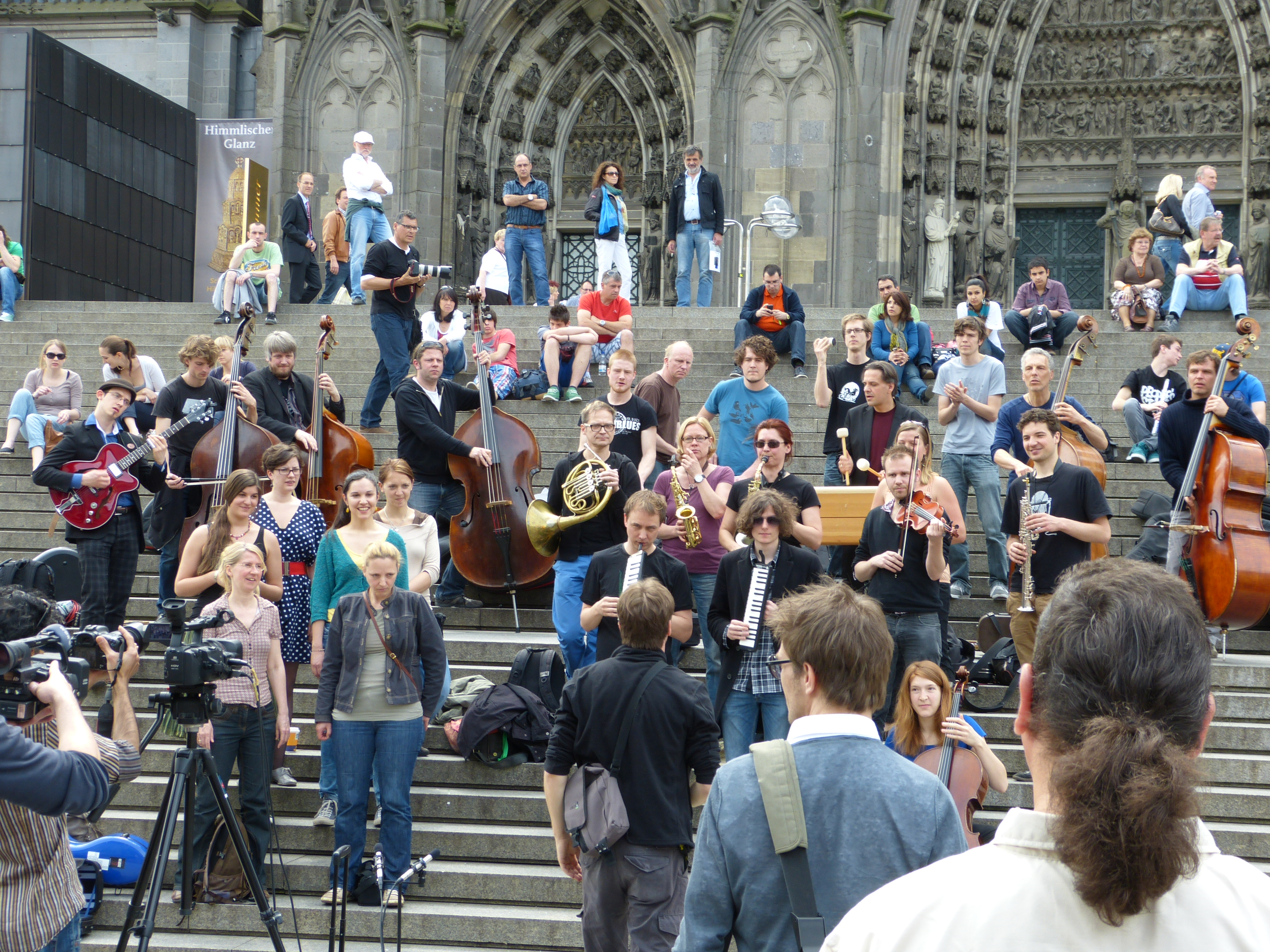
Флешмоб джазових музикантів у Кельні на честь першого святкування міжнародного дня джазу в 2012 році

Міжнародний день джазу — щорічна подія, організована ЮНЕСКО. Він є кульмінаційним днем Місяця джазу. Мета святкування: «підвищення ступеня інформованості міжнародної громадськості про джаз як про силу, що сприяє миру, єдності, діалогу і розширенню контактів між людьми».  Подія святкується 30 квітня, починаючи з 2012 року.
Багато урядів, організацій громадського суспільства, навчальні заклади, а також приватні особи, котрі наразі сприяють просуванню джазової музики, надалі можуть повпливати ще більшому визнанню не тільки самої музики, але і надбанню, котре вона здатна внести у створенні більш інклюзивного суспільства.
День був проголошений на Генеральній конференції ЮНЕСКО в листопаді 2011 року. Перший щорічний Міжнародний день джазу у Парижі відкрили Генеральний директор ЮНЕСКО Ірина Бокова і посол доброї волі ЮНЕСКО Хербі Хенкок.